# Дараби, Хома
Хома Дараби (перс. هما دارابی‎, 1 января 1940, Тегеран — 21 февраля 1994, Тегеран) — иранский детский психиатр, учёный и политическая деятельница, связанная с Партией иранской нации. Она известна своим политическим самосожжением в знак протеста против обязательного ношения хиджаба.

## Биография
Дараби родилась в 1940 году в Тегеране. После окончания средней школы в 1959 году она поступила на медицинский факультет Тегеранского университета. В 1960 году её задержали за организацию студенческой демонстрации в поддержку Национального фронта. В 1963 году она вышла замуж за своего одноклассника Манучехра Кейхани. После окончания учёбы она работала врачом в деревне Бахмание, расположенной на севере Ирана. Дараби отправилась в Соединённые Штаты, чтобы продолжить обучение, и получила степень специалиста в области детской психологии. В 1976 году она вернулась в Иран и работала профессором детской психиатрии в Тегеранском университете, одновременно с этим она снова занялась политической деятельностью, выступая против династии Пехлеви. Она также преподавала в Национальном университете (позже известном как Университет Шахида Бехешти).
В декабре 1991 года её уволили с должности за «несоблюдение ношения хиджаба». Хотя в мае 1993 года трибунал отменил это решение, университет отказался восстановить её в должности.

## Смерть
В знак протеста Дараби совершила самосожжение, облив голову бензином 21 февраля 1994 года после того, как она сняла хиджаб на общественной магистрали недалеко от Таджриша.
На следующий день она скончалась в больнице от ожогов.

## Семья
- Сестра — Парвин Дараби — американская активистка иранского происхождения, писательница и защитница прав женщин.